# Helen Dorn: Das dritte Mädchen
Das dritte Mädchen ist der erste Film der Kriminalfilmreihe Helen Dorn des ZDF. In der Hauptrolle spielt Anna Loos die beim LKA Düsseldorf ermittelnde Kommissarin Helen Dorn.

## Handlung
Am Niederrhein wird die Leiche der jungen Krankenschwester Tatjana Decker gefunden. Ihr Fall erinnert an drei Frauenmorde, die sich vor vier Jahren in der Gegend zugetragen hatten: Auch damals wurden die Opfer brutal misshandelt und entstellt, in Folie eingewickelt und im Wasser versenkt. Da die Opfer mit einem Hammer erschlagen wurden, sprach man vom Fall des Hammermörders. Mit den Ermittlungen beginnt Kriminalhauptkommissar Gregor Georgi. Sein Vorgesetzter Falk Mattheissen, Dezernatsleiter beim LKA Düsseldorf, holt zudem Helen Dorn mit zum Team. Sie war auch vor vier Jahren leitende Ermittlerin in den Frauenmordfällen und ließ sich während der Ermittlungen zum Flächenkommissariat Duisburg-West versetzen. Überraschend wird nachgewiesen, dass Folie und Klebeband des neuen Falls mit dem der alten Fälle übereinstimmen. Damals hatte man mit Lehrer Michael Cornelius einen Täter ermittelt, der auch aktuell noch im Gefängnis sitzt. Er hatte seinerzeit ein Teilgeständnis abgelegt, das er später widerrief, war mit einem Opfer bekannt und mit einem sogar intim; zudem war er von einem Zeugen unweit eines Tatorts gesehen worden.
Es kommen weitere Details zum aktuellen Opfer ans Licht. Tatjana gab drei Tage zuvor einen Notruf von einer Notrufsäule bei Aachen ab – so wird deutlich, dass der Täter mit dem Opfer „gespielt“ hat. Ein Nachbar Tatjanas, die in einem Wohnheim lebte, hatte sich Zugang zu ihrem Computer und dessen Webcam verschafft und sie heimlich beobachtet. Er gilt nun als verdächtig. Mit Michael Cornelius und anderen Männern wird er dem damaligen Zeugen, Gärtner Erwin Geiger, gegenübergestellt, der jedoch keinen der Männer als Täter identifizieren kann. Geiger wiederum erhält in der Folge immer öfter Besuch vom Beamten André Kuppka, der sowohl bei den damaligen Fällen als auch im aktuellen Fall mitermittelt. Er bedroht Erwin Geiger, dass er sich aus den aktuellen Ermittlungen heraushalten solle, so suchte Erwin mehrfach den Fundort der neuen Leiche auf und wurde dabei von einer Überwachungskamera erfasst, die Helen Dorn an der Straße am Fundort anbringen ließ. Die Überwachungsbilder, die Erwin zeigen, lässt Kuppka verschwinden. Als dies bemerkt wird, zeigt sich, woran der Fall vor vier Jahren scheiterte: Zwar war Michael Cornelius verdächtig, weil er mit zwei Opfern bekannt war, wurde jedoch erst aufgrund der Zeugenaussage Erwin Geigers verurteilt. Geiger wiederum hatte Michael Cornelius gar nicht selbst gesehen. Kuppka hatte ihm Bilder des Mannes gezeigt und ihn durch massive Befragung dazu gebracht, den Lehrer als den Mann unweit des Tatortes auszugeben. Kuppka wollte so den Fall zu einem schnellen Ende bringen, weil er sich sicher war, in Cornelius den Täter gefunden zu haben. Da der damals neue Dezernatsleiter, Falk Mattheissen, sich Kuppkas Meinung anschloss und Helen Dorns Zweifel ignorierte, gab sie den Fall ab und ließ sich versetzen. Kuppka wird nun vom Dienst suspendiert.
Die Ermittler finden heraus, dass Tatjana Psychopharmaka nahm. Sie finden in ihrer Wohnung von Dr. Petry ausgestellte Rezepte und erfahren schließlich durch Kollegen, dass sie sich in einer sehr unglücklichen Beziehung befunden hatte. Als Liebhaber kann ihr Chef ermittelt werden. Er gibt an, am Tattag zwar mit Tatjana zusammen gewesen zu sein, sich jedoch von ihr an einer Tankstelle im Streit getrennt zu haben. Überwachungsbilder bestätigen dies und zeigen zudem, wie Tatjana anschließend in den Wagen von Erwin Geigers Sohn Raimund einsteigt. Die Ermittler fahren zu Geigers Anwesen, wo Erwin Geiger bereits die Sachen seines Sohnes durchsucht hat, die dieser seit geraumer Zeit in der Scheune des väterlichen Hofes zwischenlagerte. Hier findet er Kisten mit Frauenkleidern und stellt Raimund zur Rede. Er ahnte lange Zeit, dass sein Sohn der Frauenmörder war, hatte er doch ihn und nicht Cornelius unweit des Tatorts gesehen. Raimund gibt zu, der Mörder zu sein; Erwin fesselt ihn und nimmt sich kurz darauf das Leben. Während Gregor Georgi Raimund vernimmt, holt Helen Dorn Michael Cornelius zum Freigang ab. Sie fahren zu Cornelius’ Haus, wo beide mit seiner Frau Mittagessen zubereiten. Georgi erhält von Raimund unterdessen die Geständnisse für drei der vier Morde. Beim vierten Mord – an Cornelius’ Schülerin und Geliebter – befand er sich nachweislich im Krankenhaus. Georgi schickt Beamte zu Cornelius und alarmiert Helen Dorn, die unter einem Vorwand Cornelius’ Frau aus dem Haus schickt. Cornelius erkennt bald, dass Helen Dorn auf Zeit spielt, und sie konfrontiert ihn schließlich mit ihrem Verdacht, dass er doch ein Mörder sei. Cornelius gesteht, den dritten Mord begangen und dabei die beiden vorherigen Frauenmorde imitiert zu haben. Als er bemerkt, dass Scharfschützen sein Haus umstellen, greift er sich ein Messer, geht bewusst und durch die Scheiben sichtbar auf Helen Dorn zu und wird erschossen, nachdem er sich von ihr verabschiedet hat.

## Produktion
Die Dreharbeiten für die ersten Folgen der Kriminalreihe Helen Dorn begannen am 16. Juli 2013 und waren bis Mitte September angesetzt. In dieser Zeit wurden die ersten beiden Folgen der Reihe – Das dritte Mädchen und Unter Kontrolle – gedreht. Drehorte waren Düsseldorf, Köln, das Ruhrgebiet und der Niederrhein. Die erste Folge der Reihe wurde am 8. März 2014 im ZDF als Samstagskrimi erstmals im deutschen Fernsehen gezeigt.

## Rezeption

### Einschaltquote
Die Erstausstrahlung erreichte 8,01 Millionen Zuschauer und einen Marktanteil von 25,4 Prozent.

### Kritik
Die Kritik nahm die Sendung wohlwollend auf. Besonderes Lob erhielt Matthias Matschke für die „fein gearbeitet[e]“ Figurenzeichnung des Ermittlers Gregor Georgi. Die taz schrieb, dass erst wenn man ihn sehe, auffalle, „welch grobe Tischlerarbeiten die meisten Charaktere in deutschen Krimis“ seien.

### Auszeichnungen
Helen Dorn: Das dritte Mädchen wurde für den Deutschen Fernsehpreis 2014 als Bester Fernsehfilm nominiert.